# Stachyarrhena spicata
Stachyarrhena spicata är en måreväxtart som beskrevs av Joseph Dalton Hooker. Stachyarrhena spicata ingår i släktet Stachyarrhena och familjen måreväxter. Inga underarter finns listade i Catalogue of Life.